# Jonathan Aitken
Jonathan William Patrick Aitken (ur. 30 sierpnia 1942 w Dublinie) – brytyjski polityk, członek Partii Konserwatywnej, minister w drugim rządzie Johna Majora. Jest synem konserwatywnego deputowanego sir Williama Aitkena i Penelope Maffey, córki 1. barona Rugby.

## Życiorys
Wykształcenie odebrał w Eton College i w Christ Church na Uniwersytecie w Oksfordzie, gdzie studiował prawo. W latach 60. pracował jako korespondent wojenny w Wietnamie i Biafrze. Jest autorem biografii prezydenta Richarda Nixona. W latach 1968–1970 był dziennikarzem Yorkshire Television i prowadził program informacyjny Calendar. Był żonaty z Lolicią Aitken, ma z nią trzy córki: Victorię, Alexandrę i Petrinę.
W 1974 r. wygrał wybory do Izby Gmin w okręgu Thanet East. Od 1983 r. reprezentował okręg wyborczy South Thanet. W latach 70. był krótko związany z Carol Thatcher, córką lidera konserwatystów i późniejszej premier Margaret Thatcher. W czasie rządów Thatcher Aitken zasiadał w tylnych ławach parlamentu (był szeregowym posłem). Dopiero w 1992 r. został ministrem stanu ds. zaopatrzenia armii w administracji Johna Majora. W 1994 r. został członkiem gabinetu jako naczelny sekretarz skarbu. Ze stanowiska zrezygnował w 1995 r. Miejsce w Izbie Gmin utracił dwa lata później.
Rezygnacja Aitkena była spowodowana artykułem, który ukazał się w Guardianie 10 kwietnia 1995 r. W artykule opisano, jak Aitken, wówczas jeszcze minister stanu ds. zaopatrzenia armii, pozwolił zapłacić arabskiemu biznesmenowi za spędzoną przez siebie noc w paryskim holetu Ritz. Artykuł był owocem śledztwa dziennikarskiego Guardiana i dziennikarzy programu World in Action z Granada Television. Aitken zwołał jeszcze tego samego dnia konferencję prasową, w której zarzucił dziennikarzom kłamstwo i zapowiedział walkę o prawdę przed sądami. Aitken skierował sprawę do sądu, twierdząc, że noc w Ritzu spędziła jego żona. Dziennikarze przedstawili jednak dowody, że pani Aitken była w tym czasie w Szwajcarii.
Skarga Aitkena została oddalona, a on sam został oskarżony o składanie fałszywych zeznań i w 1999 r. skazany na 18 miesięcy pozbawienia wolności. W związku z wyrokiem zrezygnował z członkostwa w Tajnej Radzie. W więzieniu odsiedział tylko 7 miesięcy. W tym czasie, jak sam twierdził, przeszedł na chrześcijaństwo, zaczął czytać Biblię i nauczył się greki. Opisał to w dwóch autobiograficznych książkach: Pride and Perjury oraz Porridge and Passion, Niedługo po wyjściu z więzienia opuściła go żona. W czerwcu 2003 r. ożenił się ponownie z Elizabeth Harris.
Na początku 2004 r. kilku członków Partii Konserwatywnej z dawnego okręgu Aitkena zaproponowało jego kandydaturę w nadchodzących wyborach parlamentarnych. Temu pomysłowi sprzeciwił się jednak lider konserwatystów, Michael Howard. Przed wyborami do Parlamentu Europejskiego w 2004 r. udzielił swojego poparcia Partii Niepodległości Zjednoczonego Królestwa.